# محمد ثامر
محمد ثامر (من مواليد 1 يوليو 1938) هو حارس مرمى كرة قدم عراقي سابق لعب لمنتخب العراق بين عامي 1957 و1966. واستدعي لكأس الأمم العربية 1964 وكأس الأمم العربية 1966.